# Mavelikkara
Mavelikkara (o Mavelikara, Mavalikara) è una suddivisione dell'India, classificata come municipality, di 28 440 abitanti, situata nel distretto di Alappuzha, nello stato federato del Kerala. In base al numero di abitanti la città rientra nella classe III (da 20 000 a 49 999 persone).

## Geografia fisica
La città è situata a 9° 16' 0 N e 76° 32' 60 E e ha un'altitudine di 5 m s.l.m.

## Società

### Evoluzione demografica
Al censimento del 2001 la popolazione di Mavelikkara assommava a 28 440 persone, delle quali 13 499 maschi e 14 941 femmine. I bambini di età inferiore o uguale ai sei anni assommavano a 2 731, dei quali 1 367 maschi e 1 364 femmine. Infine, coloro che erano in grado di saper almeno leggere e scrivere erano 24 421, dei quali 11 706 maschi e 12 715 femmine.